# نیغده
نیغده یا نیکده (به ترکی استانبولی: Niğde) شهری است در کشور ترکیه که در استان نیغده واقع شده‌است. جمعیت این شهر بر اساس سرشماری سال ۲۰۰۸ میلادی ۱۰۰٬۴۱۸ نفر و بر اساس برآوردهای سال ۲۰۰۹ میلادی ۱۰۵٬۷۰۲ نفر می‌باشد.

## جستارهای وابسته

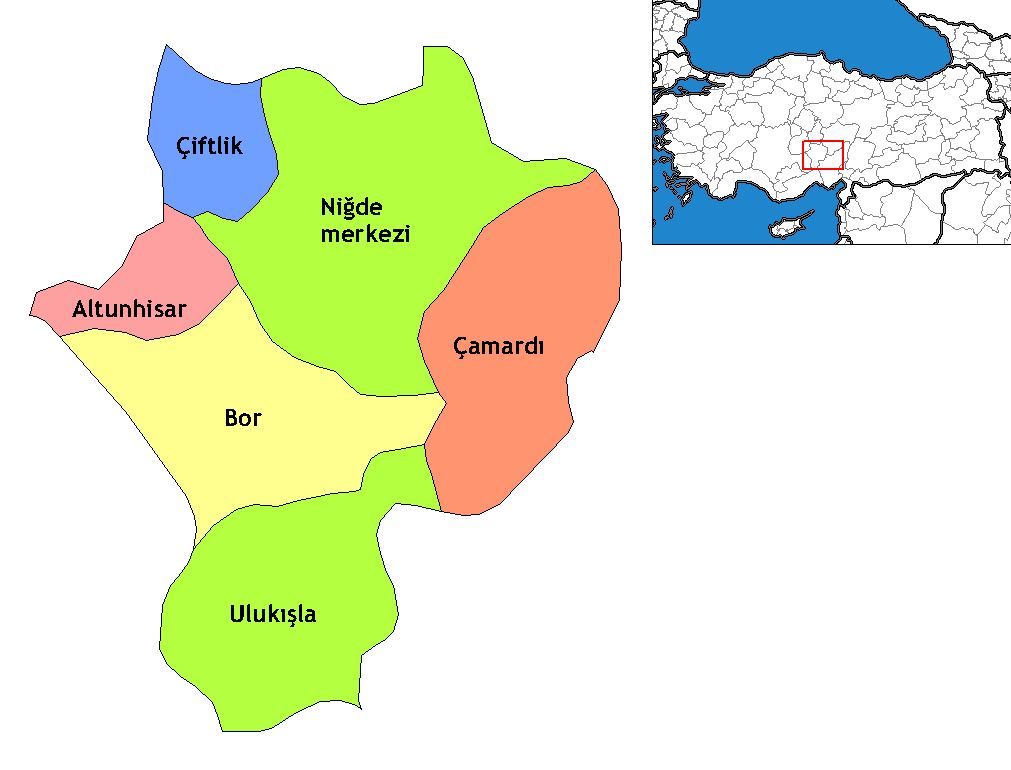